# إغزافيه شافاليرين
إغزافيه شافاليرين (بالفرنسية: Xavier Chavalerin)‏ (7 مارس 1991 بفيلوربان في فرنسا - ) هو لاعب كرة قدم فرنسي في مركز الوسط. لعب مع نادي النجم الأحمر سانت أوين ونادي تور.

## روابط خارجية
- إغزافيه شافاليرين على موقع الاتحاد الأوربي (الإنجليزية)
- إغزافيه شافاليرين على موقع رابطة كرة القدم الفرنسية للمحترفين (الإنجليزية)
- إغزافيه شافاليرين على موقع قاعدة بيانات كرة القدم.إي يو (الإنجليزية)
- إغزافيه شافاليرين على موقع ليكيب (الفرنسية)
- إغزافيه شافاليرين على موقع Soccerbase.com (لاعب) (الإنجليزية)
- إغزافيه شافاليرين على موقع Soccerway.com (الإنجليزية)
- إغزافيه شافاليرين على موقع عالم كرة القدم.نت (الإنجليزية)